# Eric Knight
Pour les articles homonymes, voir Knight.
Œuvres principales
Lassie, chien fidèle
Eric Knight (né le 10 avril 1897 dans le Yorkshire en Angleterre et mort le 15 janvier 1943), est un auteur anglais de romans pour la jeunesse. Il est le créateur du chien Lassie, personnage de son roman Lassie, chien fidèle (Lassie Come Home en VO) publié aux États-Unis en 1940.

## Biographie
Né de parents quakers, Eric Knight est le troisième des quatre fils de Frederic Harrison et Marion Hilda (Creasser) Knight. Son père, riche marchand de diamants qui emmène souvent sa famille dans des voyages exotiques, quitte sa famille pour s'installer en Afrique du Sud où il est tué en 1899 lors de la guerre des Boers. Eric a alors deux ans. Dénuée de ressources, sa mère part en Russie, à Saint-Pétersbourg, travailler comme gouvernante auprès de la famille impériale. Restés en Angleterre, Eric et ses frères sont séparés et confiés à différents parents. Il ne retrouvera sa mère qu'en 1912, aux États-Unis, où elle s'était installée. 
Eric Knight a rejoint l'infanterie de l'armée canadienne durant la Première Guerre mondiale. Après la guerre, il occupe divers empois : peintre, journaliste, critique cinématographique, scénariste à Hollywood. En 1917, il épouse Dorothy Caroline Noyes Hall qui lui donne trois filles. Divorcé, il se remarie en 1932 avec Jere Brylawski. 
C'est en 1938 qu'il écrit son roman le plus célèbre, Lassie, chien fidèle ainsi que d'autres romans et recueils de nouvelles pour la jeunesse. Toutes portent la marque de son humour typique : celui de son Yorkshire natal.
Major des Services spéciaux de l'armée américaine, Eric Knight trouve la mort en 1943, à quarante-cinq ans, lorsque l'avion militaire américain à bord duquel il voyage, s'écrase dans la jungle de la Guyane néerlandaise (aujourd’hui, le Surinam). Plusieurs de ses écrits inédits seront publiés après sa mort.

### Lassie, son roman le plus célèbre
Avec sa seconde épouse, Eric Knight élève des chiens de race colley dans leur ferme de Pennsylvanie, à Bucks County. C'est sa chienne préférée, un border collie nommée Toots, qui lui inspire l'histoire de Lassie, chien fidèle : l'animal s'était perdu dans les bois et avait réussi à retrouver le chemin de la maison de son maître. 

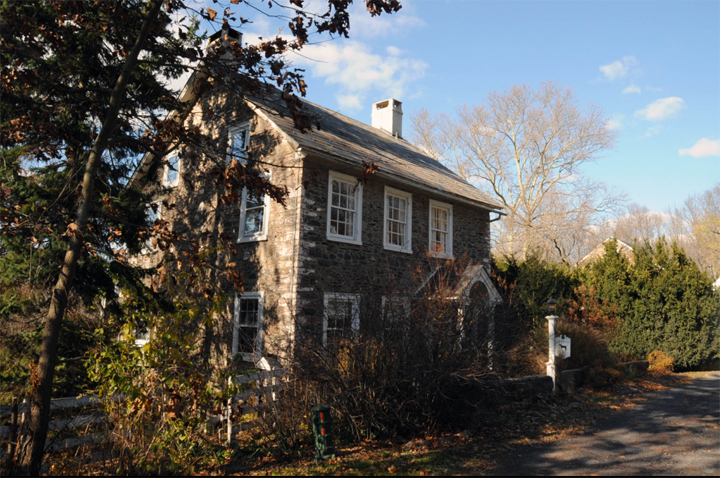
La maison de Pennsylvannie achetée en 1939 par Eric Knight et sa femme Jere. Toots, le chien de Knight qui a inspiré Lassie, est enterré à flanc de coteau, au-dessus de la ferme.

L’auteur ne cachera pas qu'il s'agissait d'une œuvre purement alimentaire. D'abord publiée sous la forme de nouvelle dans la revue The Saturday Evening Post le 12 décembre 1938, l'histoire de Lassie sera rallongée par Eric Knight et éditée sous la forme de roman en 1940. Émotionnellement fort, le roman rencontre un succès considérable : il est porté au grand écran dès 1943 dans le film Fidèle Lassie, (Lassie Come Home), avec les jeunes acteurs Roddy McDowall et Elizabeth Taylor. Eric Knight sera invité par les studios MGM à assister au tournage du film et il en rencontrera les acteurs.
Mort en 1943 avant la sortie du film, Eric Knight n'aura pas connu l'étendue du succès universel de Lassie et ses nombreuses adaptations ultérieures.

## Publications
(liste exhaustive)
- 1934 : Invitation to life

- 1936 : Song on Your Bugles

- 1938 : Rouge, impair et manque (You Play the Black and the Red Comes Up)

- 1940 : Lassie, chien fidèle (Lassie Come Home)

- 1940 : Now pray we for our country

- 1940 : The Happy Land

- 1942 : They Don't Want Swamps and Jungles

- 1942 : Fidèle à toi-même (This Above All)

- 1949 : The Dedicated Life of Rainer Maria Rilke

- 1960 : Dr Johnson and Birmingham : An account of the Birmingham celebrations of the 250th anniversary of the birth of Dr Samuel Johnson

Série Sam Small
- 1937 : The Flying Yorkshireman
- 1937 : Mary Ann and the Duke
- 1938 : All Yankees Are Liars
- 1938 : Never Come Monday
- 1939 : Cockles for Tea
- 1940 : Sam Small's Tyke
- 1941 : Sam Small's Better Half
- 1942 : Strong in the Arms
- 1942 : Constable Sam and the Ugly Tyke
- 1942 : The Truth About Rudolph Hess
- 1943 : Sam Small prend son vol (Sam Small Flies Again)

## Adaptations des romans d'Eric Knight

### Lassie

#### Films
- 1943 : Fidèle Lassie (Lassie Come Home) réalisé par Fred M. Wilcox
- 1945 : Le Fils de Lassie (Son of Lassie) réalisé par S. Sylvan Simon
- 1946 : Le Courage de Lassie (Courage of Lassie) réalisé par Fred M. Wilcox
- 1948 : Le Maître de Lassie (Hills of home) réalisé par Fred M. Wilcox
- 1949 : Le Défi de Lassie (Challenge to Lassie) réalisé par Richard Thorpe
- 1951 : La Revanche de Lassie (The Painted Hills) réalisé par Harold F. Kress
- 1978 : La Magie de Lassie  (The Magic of Lassie) réalisé par Don Chaffey
- 1994 : Lassie des amis pour la vie (Lassie Best Friends Are Forever) réalisé par Daniel Petrie
- 2005 : Lassieréalisé par Charles Sturridge
- 2020 : Lassie : La Route de l'aventure (en) (Lassie Come Home) réalisé par Hanno Olderdissen

#### Séries télévisées
- 1954-1973 : Lassie
- 1973-1975 : Lassie (Lassie's Rescue Rangers)
- 1989-1992 : Les Nouvelles aventures de Lassie (en) (The New Lassie)
- 1997-1999 : Lassie

#### Romans
Depuis 1943, plus de cinquante livres ayant pour thème la chienne Lassie, ont été écrits par divers auteurs.

### Fidèle à toi-même
- 1942 : Âmes rebelles (This Above All), film américain d'Anatole Litvak, avec Tyrone Power (le film a remporté un oscar en 1942).